# Hohe Brücke (Obwalden)

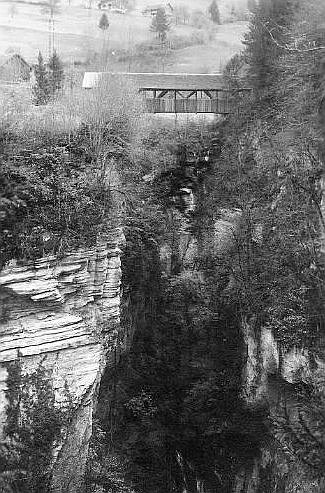
Die alte Hohe Brücke (1893–1943), erbaut von Josef Windlin-Durrer

Die Hohe Brücke ist die höchste gedeckte und aus Holz gebaute Brücke in Europa. Sie befindet sich zwischen den Orten Flüeli-Ranft und Kerns im Schweizer Kanton Obwalden und überquert die Schlucht der Grossen Melchaa in rund 100 Metern Höhe.

## Bau
Die 30 Meter lange Brücke wurde von Genietruppen der Schweizer Armee im Jahre 1943 gebaut und am 30. Juli 1943 eingeweiht. Das Baumaterial kostete 30'000 Franken; die Truppe leistete insgesamt 8784 Arbeitsstunden. Die Gesamtkosten beliefen sich damit auf 56'350 Franken.
Zuvor stand 20 Meter talaufwärts die 1893 erbaute erste Brücke. Diese war von dem Zimmermeister Josef Windlin-Durrer – alias Dr Gisiger – (1851–1942) aus Kerns als Pionierleistung nach eigenen Plänen erstellt worden. Die Tragfähigkeit dieser Brücke war auf fünf Tonnen beschränkt.

## Konstruktion
Die Brücke ist als eine parallelgurtige Fachwerkbrücke konstruiert und mit einem Schindeldach gedeckt. Auf beiden Seiten der einspurigen, teergedeckten Fahrbahn befindet sich ein abgetrennter Fussweg mit Bogeneingängen an beiden Seiten. Die Brücke ist für Fahrzeuge bis 12 Tonnen Gesamtgewicht zugelassen. Nachts sind nur die beiden Brückeneinfahrten mit jeweils einer einfachen Lampe beleuchtet.

## Trivia
Im Jahr 2003 warf eine Mutter ihre drei bzw. vier Jahre alten Kinder von der Hohen Brücke ins Bachtobel der Melchaa. Danach wollte sie sich selber hinunterstürzen, wobei sie jedoch nach eigenen Angaben der Mut verliess. Im September 2005 wurde sie zu acht Jahren Zuchthaus verurteilt und beging gleichentags Suizid, indem sie sich über die Lorzentobelbrücke im Kanton Zug stürzte.
Nach diesem Vorfall wurden beiderseits der Hohen Brücke Sicherheitsnetze angebracht sowie Informationstafeln der Dargebotenen Hand.

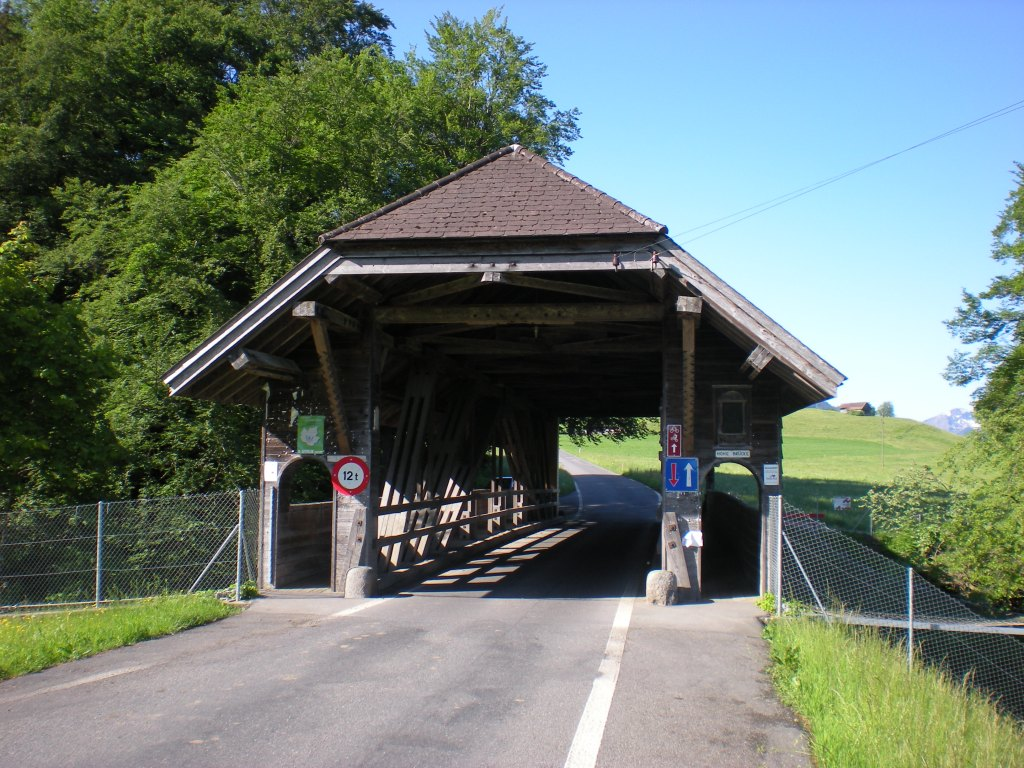
Brückenportal auf der Kernser Seite
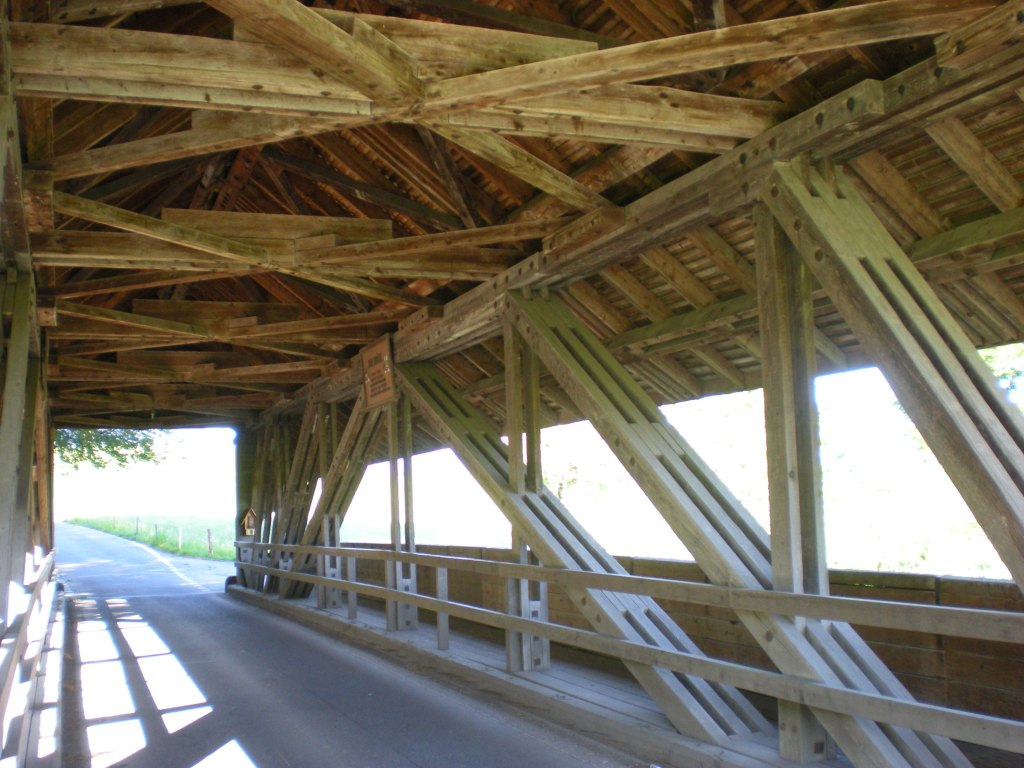
Fachwerkkonstruktion
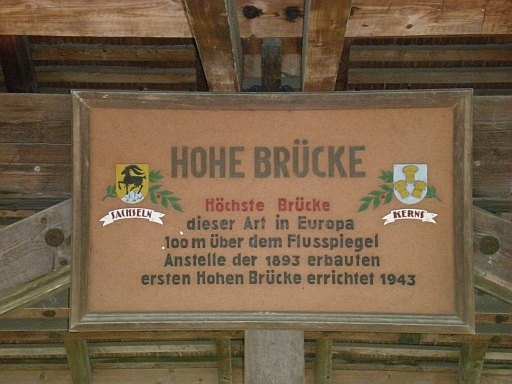
Informationstafel auf der Brücke